# Joseph de L'Épine
Joseph de L'Épine, né le 26 mars 1784 au Quesnoy (généralité de Valenciennes) et décédé le 26 avril 1868 dans la même ville est un homme politique français.

## Biographie
Colonel de la garde nationale et propriétaire, il est maire du Quesnoy et conseiller général du Nord, il est élu député royaliste du Nord en 1827, siégeant dans la majorité soutenant les gouvernements de la Restauration. Il refuse de prêter serment à la monarchie de Juillet et quitte la vie politique en 1830.

## Héraldique
| Figure | Blasonnement |
|        | Chevalier de L'Épine et de l'Empire Lettres patentes du 13 mars 1813. Chevalier de la Légion d’honneur D'or à deux fasces de sables treillissées d'argent, mantelé d'azur chargé à dextre d'une tête de lion d'argent et à senestre d'une tour du même, ouverte, ajourée et maçonnée de sable ; un chevron de gueules, chargé du signe des chevaliers légionnaires, brochant sur la partition. |

| Image | Blasonnement |
| ----- | --- |
|       | Sous la Restauration Baron héréditaire par Lettres patentes du 19 juillet 1825 : D'or chapé d'azur, l'or chargé de deux fasces de sables treillissées d'argent, l'azur chargé à dextre d'une tête de lion d'argent et à senetre d'une tour du même, ouverte, ajourée et maçonnée de sable. |

## Distinctions
- Chevalier de la Légion d'honneur par décret du 12 mars 1811[3].

## Sources
« Joseph de L'Épine », dans Adolphe Robert et Gaston Cougny, Dictionnaire des parlementaires français, Edgar Bourloton, 1889-1891 [détail de l’édition]